# Paratropus decipiens
Paratropus decipiens är en skalbaggsart som beskrevs av Kanaar 1992. Paratropus decipiens ingår i släktet Paratropus och familjen stumpbaggar. Inga underarter finns listade i Catalogue of Life.